# Vichy
Vichy (wymowaⓘ, oksyt. Vichèi) – miasto i gmina w środkowej Francji, w regionie Owernia-Rodan-Alpy, w departamencie Allier, na Masywie Centralnym.

## Historia

### CzasyCesarstwa Rzymskiego
W 52 r. p.n.e. wracając po przegranej bitwie pod Gregovią Rzymianie założyli na brzegu rzeki Flumen Elaver (dzisiaj Allier) osadę. Jej mieszkańcy używali wody z pobliskich gorących źródeł do celów zdrowotnych. Przez dwa pierwsze wieki nowej ery Vichy dynamicznie się rozwijało dzięki ich wykorzystywaniu. Powstawały tam też dzieła ceramiczne, które transportowano rzeką do Loary, a stamtąd do miast. Pod koniec III w. n.e miasto nazywało się Aquae Calidae (gorące wody), następnie Vippiacus, od nazwy regionu Vippus, aż ta nazwa przekształciła się pod wpływem języków oksytańskiego i francuskiego w dzisiejsze Vichy.

### Średniowiecze
Upadek Cesarstwa Rzymskiego oznaczał powolny spadek znaczenia miejscowości jako uzdrowiska. Na przełomie X w. i XI w. lordowie De Vichy przejęli kontrolę nad przeprawą przez rzekę Allier, zbudowali zamek, a miasto zaczęło się odradzać. W 1344 r. król Francji Jan II Dobry nadał hrabstwo Vichy księciu Burbonii Piotrowi Burbonowi. W 1410 r. syn Piotra, Louis II rozbudował fortyfikacje oraz zbudował kaplicę, którą przekazał zakonowi Celestynów.

### XIX wiek
W XIX w. Vichy przeżywało największy rozwój, a jego wody termalne cieszyły się największym zainteresowaniem od czasów Cesarstwa Rzymskiego. W latach 1861–1866 cesarz Francji Napoleon III 5 razy skorzystał z tutejszych wód w celach leczniczych. Uregulował on rzekę Allier, wybudował bulwary spacerowe oraz park miejski. Dzięki niemu powstały tam również: kasyno, ratusz, urząd pocztowy oraz kościół pw. św. Ludwika.

### II wojna światowa
W czasie II wojny światowej siedziba kolaborującego z III Rzeszą rządu marszałka Pétaina (tzw. rząd Vichy), któremu 10 lipca 1940 zebrany w Tuluzie parlament francuski przekazał pełnię władzy po klęsce.

## Polityka

### Lista merów Vichy[11]
| Okres sprawowania władzy            | Imię i nazwisko                | Partia |
| ----------------------------------- | ------------------------------ | ------ |
| od 6 października 2017              | Frédéric Aguilera              | LR     |
| 19 marca 1989 - 28 września 2017    | Claude Malhuret                | UMP    |
| 15 września 1967 - 19 marca 1989    | Jacques Lacarin                |        |
| 20 sierpnia 1950 - 6 sierpnia 1967  | Pierre Coulon                  |        |
| 10 kwietnia 1949 - 8 lipca 1950     | Pierre-Victor Léger            |        |
| 6 maja 1945 - 10 kwietnia 1949      | Louis Moinard                  |        |
| 30 sierpnia 1944 - 6 maja 1945      | Jean Barbier                   |        |
| 19 maja 1929 - 30 sierpnia 1944     | Pierre-Victor Léger            |        |
| 10 grudnia 1919 - 19 maja 1929      | Louis Lasteyras                |        |
| 19 maja 1912 - 14 listopada 1919    | Armand Bernard                 |        |
| 20 maja 1900 - 19 maja 1912         | Louis Lasteyras                |        |
| 21 maja 1893 - 20 maja 1900         | Ferdinand Debrest              |        |
| 15 maja 1892 - 21 maja 1893         | Gabriel Nicolas                |        |
| czerwiec 1879 - marzec 1892         | Georges Durin                  |        |
| styczeń - wrzesień 1878             | Alfred Bulot                   |        |
| 1876 - 1878                         | Antoine Jardet                 |        |
| 1874 - 1876                         | Ernest Jaurand                 |        |
| wrzesień 1870 - 1874                | Antoine Jardet                 |        |
| 15 września 1865 - 9 września 1870  | Joseph Bousquet                |        |
| 7 maja 1860 - 15 września 1865      | Norbert Leroy                  |        |
| 7 maja 1857 - 7 maja 1860           | Antoine Guillermen             |        |
| 20 sierpnia 1853 - 7 maja 1857      | Victor Noyer                   |        |
| sierpień 1848 - sierpień 1853       | Victor Prunelle                |        |
| 1843 - 1848                         | Claude Ramin-Prêtre            |        |
| 1833 - 1842                         | Christophe Bulot               |        |
| 1831 - 1832                         | Louis Chaloin                  |        |
| 1822 - 1831                         | Baron Lucas                    |        |
| 26 października 1814-1822           | Antoine Fouet                  |        |
| 21 maja 1815 - 26 października 1815 | Jean-Joseph Gravier Du Monceau |        |
| 17 marca 1814 - 21 maja 1815        | Antoine Fouet                  |        |
| 1809 - 10 marca 1814                | Godefroy de Bardon             |        |
| 29 marca 1805 - 1809                | Gilbert Chocheprat             |        |
| listopad 1802 - 29 marca 1805       | Godefroy de Bardon             |        |
| 13 lipca 1800 - listopad 1802       | Louis-Antoine Sauret           |        |
| 1798 - lipiec 1800                  | Jean-Joseph Gravier Du Monceau |        |
| listopad 1791 - 1795                | Jean-Joseph Gravier Du Monceau |        |
| 2 lutego 1790 - 13 listopada 1791   | François-Claude Chocheprat     |        |

### Współpraca międzynarodowa
- Wilhelmshaven, Niemcy (1965)[12]
- Bad Tölz, Niemcy (1966)[12]
- Powiat Rhein-Neckar, Niemcy (1970)[12]
- Dunfermline, Wielka Brytania (1983)[12]
- Logroño, Hiszpania (1993)[12]
- Saratoga Springs, Stany Zjednoczone (1994)[12]

## Gospodarka
W Vichy produkowana jest z kilku źródeł (m.in. nazwanych Napoleon III i Cellestine) znana woda mineralna (Vichy Célestins).

## Transport

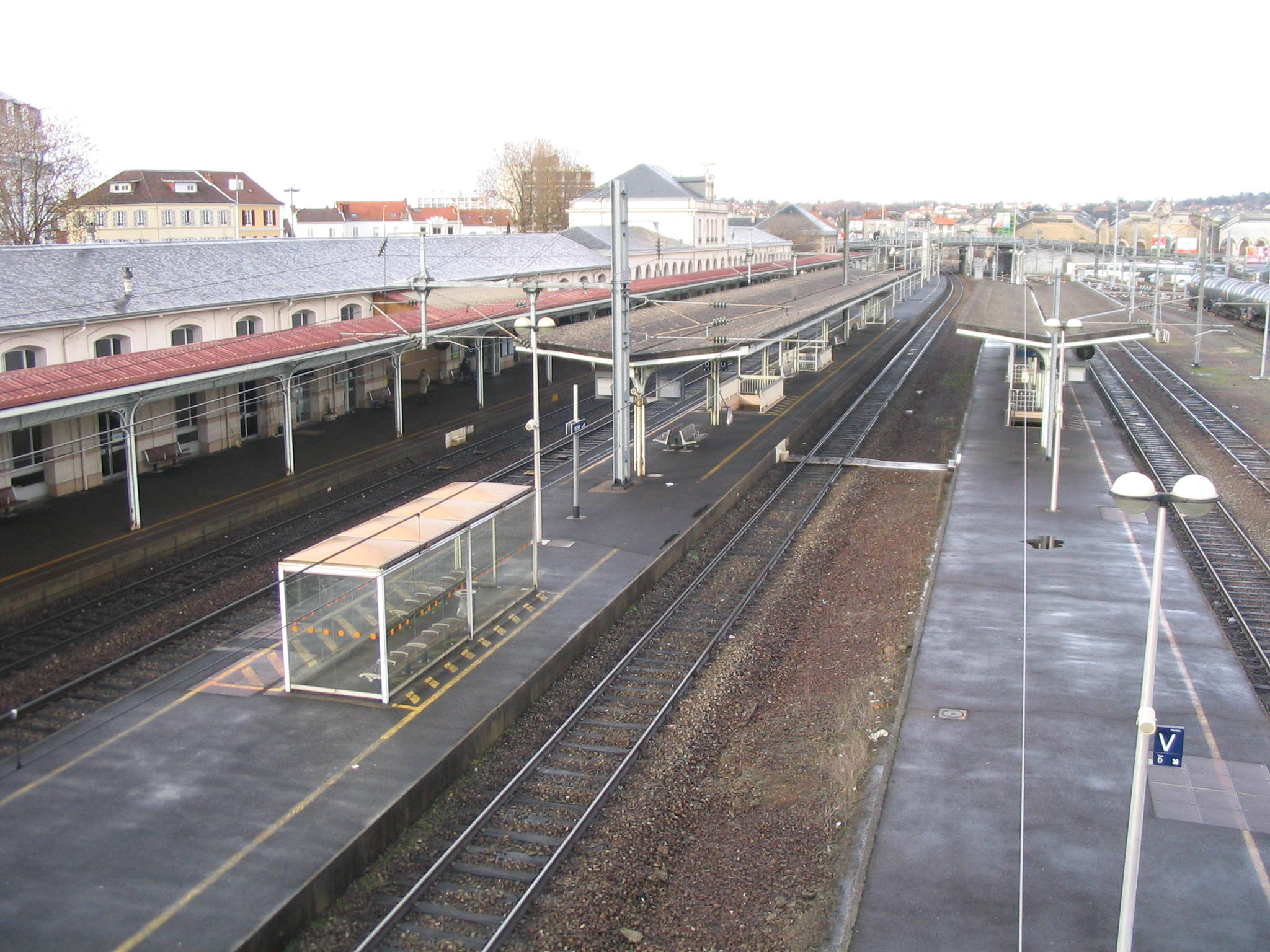
Stacja kolejowa Gare de Vichy

### Transport drogowy
Do Vichy można się dostać samochodem:
- z Paryża drogą A71 (342 km)
- z Lyonu drogą A89 (165 km)
- z Montpellier drogami A75 - A71 - A719 (409 km)
- z Bordeaux drogami A89 - A71 - A719 (428 km)
- z Rennes przez Le Mans oraz Tours drogami A81 - A28 - A85 - A71
- z Strasburgu przez Le Chalon drogami A35 - A36 - A6 - N70 (574 km)
- z Tuluzy drogami A89 - A20 - A71 - A719 (423 km)

### Transport kolejowy
W mieście znajduje się stacja kolejowa Gare de Vichy z połączeniami do Paryża i Lyonu.

### Transport lotniczy
5 km od miasta znajduje się Port lotniczy Vichy-Charmeil posiadający pas o długości 2200 m.

## Architektura

### Zabytki

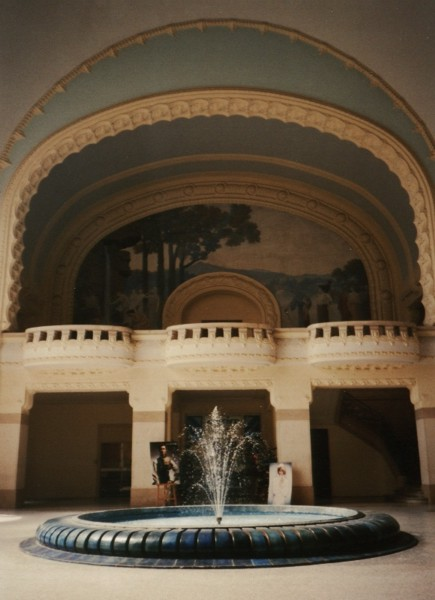
Wnętrze pawilonu Napoleona III
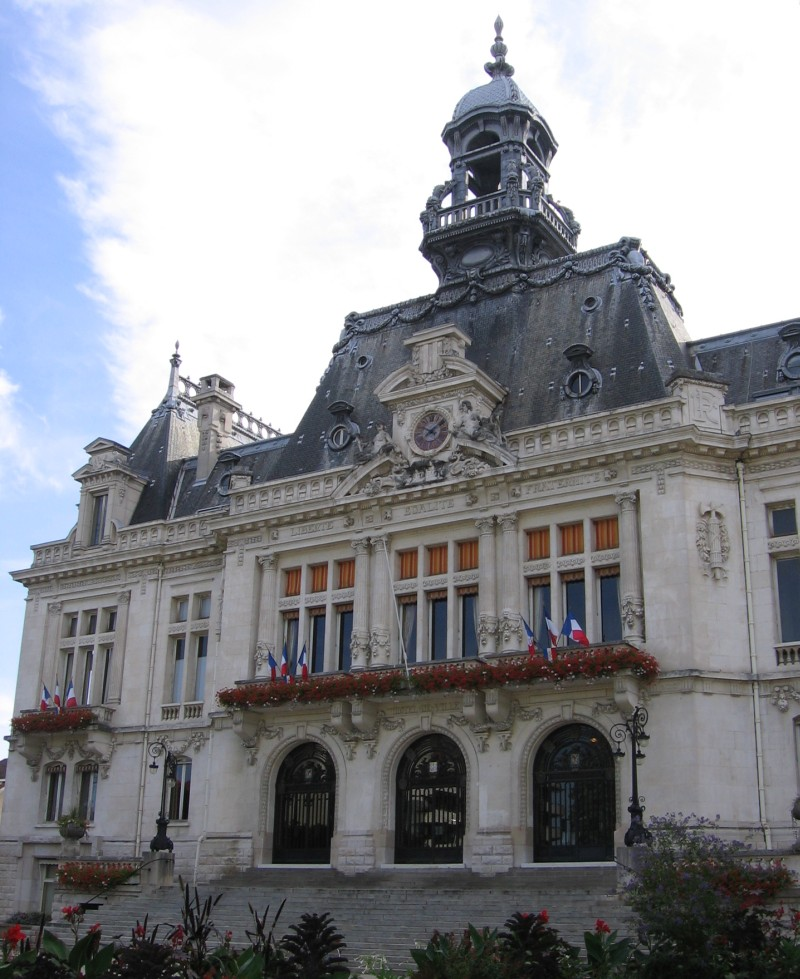
Ratusz w Vichy
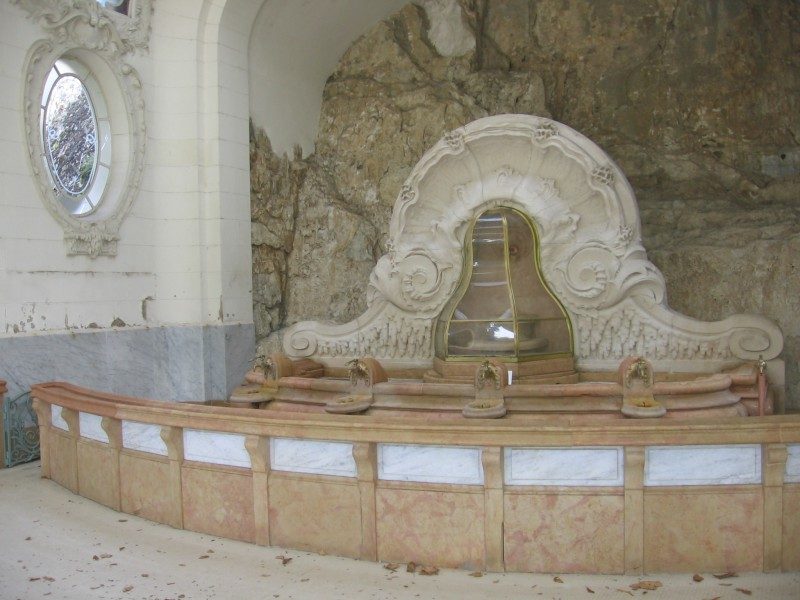
Wnętrze pawilonu ze źródłem "Celestyna"
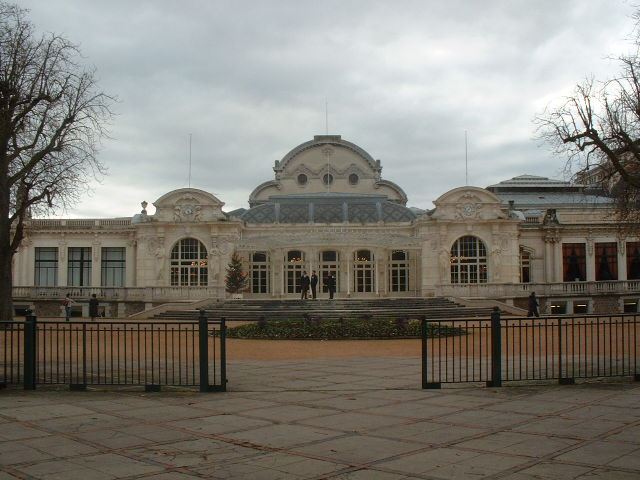
Gmach opery w Vichy

## Oświata i nauka
W mieście znajduje się 7 przedszkoli, 5 publicznych szkół podstawowych oraz uniwersytet Le Pôle Universitaire de Vichy.